# Душан Биланџић
Душан Биланџић (Маљково, крај Сиња, 20. мај 1924 — Загреб, 4. март 2015) био је хрватски правник, историчар и академик.

## Биографија
Ниже разреде фрањевачке гимназије је завршио у Сињу, а више разреде у Осјечкој гимназији.
Од 20. маја 1942. до краја рата учествовао је у славонском партизанском одреду као борац и политички комесар чете и батаљона. У Комунистичку партију Југославије је примљен 1942. године.
Од 1945. до 1960. године је био на служби у Југословенској народној армији у својству наставника историје ратова у високим школама и академији. 1955. године је завршио Правни факултет у Београду као изванредан студент.
1. марта 1960. напустио је ЈНА. Након изласка из војске почиње истраживачки рад на проблемима друштвеног развоја, прво у својству новинара (1960/1961), затим у улози руководиоца групе Савеза синдиката Југославије за самоуправљање. На основу резултата истраживања самоуправљања и политичког деловања, године 1965. је изабран за члана Председништва синдиката Југославије као представник СР Хрватске. Средином 1960-их учествује у политичко-експертним тимовима за пројектовање и праћење привредне и друштвене реформе (1964—1967), а истовремено и завршава постдипломске студије с докторатом, у области економије на Загребачком свеучилишту 1965. године.
По договору с хрватским руководиоцима долази 1967. у Загреб и преузима дужност директора Института за историју радничког покрета. Одлуком Председништва Савеза комуниста Југославије, године 1969. је именован за директора Центра за друштвена истраживања са задатком да изради нацрт за доношење Устава 1974. године.
Након усвајања Устава враћа се поново у Загреб на Факултет политичких наука где је изабран за професора и декана у два мандата (1974/1975. и 1978/1979). У међувремену је 1968. изабран за члана Централног комитета Савеза комуниста Хрватске, а затим изабран за заступника у Сабору СР Хрватске у којем је био три мандата (1968. и 1982).
У фази Маспока (1969—1972) је био на страни Бакарићеве фракције, а од усвајања Устава из 1974. се јаче ангажовао у борби против идеолошког догматизма, унитаризма и централизма због чега није реизабран за члана централног комитета и заступника у Сабору 1982.
Након напуштања Савеза Комуниста 1982. посветио се историјском раду. За члана и сарадника Југословенске академије знаности и умјетности изабран је 31. марта 1980. За изванредног члана изабран је 18. јануара 1982, док је за редовног члана изабран 24. јуна 1991.
Пред крај 1989. на XI конгресу СКХ поново је изабран за члана централног комитета као припадник реформске струје у Савезу комуниста. На 1. седници вишестраначког Сабора изабран је за члана државног председништва СРХ (потпредседник Републике Хрватске) од 30. маја 1990. до 1. јануара 1991.
У последњих 10 година се бавио издавачком делатношћу. Преминуо је 4. марта 2015. године у Загребу.
Академик Биланџић је објавио близу 1200 наслова, међу којима има много радова на теми политике, историје, права и економије. Од историјских књига најзначајније су му:
- Међународна политика, Београд 1965.
- Управљање привредом у Југославији, издања часописа „Југословенски синдикати“, Београд, 1966.
- Борба за самоуправљање и социјализам у Југославији, Загреб, 1969.
- Идеје и пракса друштвеног развоја Југославије 1945 — 1973, Београд, 1973.
- Самоуправљање 1950-1974, Буенос Ајрес, 1975.
- Друштвени развој социјалистичке Југославије, Загреб, 1976.
- Хисторија СФРЈ, Загреб, 1978.
- Хисторија СФРЈ-главни процеси 1918 — 1985, Загреб, 1986.
- Хисторија СФРЈ, на кинеском језику, Тјенцин, 1985.
- Марксизам и социјалистичко самоуправљање 2, уџбеник за средње усмерено образовање, Загреб, 1986.
- Хрватска модерна повијест, Загреб, 1999.
- Сувременост и размишљања, Загреб, 2001.